# Dominic Harington
Dominic Mark „Dom“ Harington (* 4. November 1984 in Leeds) ist ein ehemaliger britischer Snowboarder. Er startete in den Disziplinen Halfpipe und Big Air.

## Werdegang
Harington belegte bei den Juniorenweltmeisterschaften 2002 in Rovaniemi den 73. Platz im Snowboardcross und den 42. Rang in der Halfpipe und nahm im Oktober 2002 in Berlin erstmals am Snowboard-Weltcup teil, wobei er den 57. Platz im Big Air errang. In der Saison 2003/04 erreichte er mit Platz sieben im Big Air in Turin seine einzige Top-Zehn-Platzierung im Weltcup und erreichte mit dem 21. Platz im Big-Air-Weltcup sein bestes Gesamtergebnis. Zudem kam er bei den Juniorenweltmeisterschaften auf den 116. Platz im Snowboardcross und auf den 41. Rang im Big Air. Im folgenden Jahr errang er bei den Weltmeisterschaften in Whistler den 26. Platz in der Halfpipe. In der Saison 2007/08 gewann er mit drei dritten und zwei zweiten Plätzen sowie einem ersten Platz die Halfpipe-Wertung des Europacups. Bei den Snowboard-Weltmeisterschaften 2009 in Gangwon belegte er den 58. Platz, bei den Snowboard-Weltmeisterschaften 2013 im Stoneham den 39. Rang und bei den Olympischen Winterspielen 2014 in Sotschi den 38. Platz in der Halfpipe. Seinen 42. und damit letzten Weltcup absolvierte er im Januar 2014 im Stoneham, welchen er auf dem 16. Platz in der Halfpipe beendete.

## Teilnahmen an Weltmeisterschaften und Olympischen Winterspielen

### Olympische Winterspiele
- 2014 Sotschi: 38. Platz Halfpipe

### Snowboard-Weltmeisterschaften
- 2005 Whistler: 26. Platz Halfpipe
- 2009 Gangwon: 58. Platz Halfpipe
- 2013 Stoneham: 39. Platz Halfpipe

## Weltcup-Gesamtplatzierungen
| Saison  | Gesamt / Freestyle | Gesamt / Freestyle | Halfpipe | Halfpipe | Big Air | Big Air |
| Saison  | Punkte             | Platz              | Punkte   | Platz    | Punkte  | Platz   |
| ------- | ------------------ | ------------------ | -------- | -------- | ------- | ------- |
| 2003/04 | –                  | –                  | 200      | 64.      | 600     | 21.     |
| 2004/05 | –                  | –                  | 37       | 86.      | 80      | 60.     |
| 2005/06 | 375                | 165.               | 375      | 52.      | –       | –       |
| 2007/08 | 70                 | 253.               | 70       | 85.      | –       | –       |
| 2008/09 | 402                | 148.               | 392      | 44.      | 11      | 131.    |
| 2009/10 | 79                 | 253.               | 79       | 86.      | –       | –       |
| 2010/11 | 16                 | 163.               | –        | –        | 16      | 113.    |
| 2012/13 | 375                | 59.                | 375      | 36.      | –       | –       |
| 2013/14 | 217                | 77.                | 217      | 40.      | –       | –       |